# Hymn Macedonii Północnej
Denes nad Makedonija (Денес Над Македонија, alb. Sot mbi Maqedoninë) – oficjalny hymn państwowy Republiki Macedonii Północnej. Tekst hymnu napisał w 1941 r. Włado Maleski, jeden z wybitniejszych pisarzy macedońskich. Muzykę do hymnu opracował Todor Skałowski. Po II wojnie światowej pieśń ta stała się hymnem Socjalistycznej Republiki Macedonii, a następnie została zaakceptowana jako oficjalny hymn niepodległego już państwa macedońskiego.
Денес Над Македонија
Денес над Македонија се раѓа  

Ново сонце на слободата!  

Македонците се борат  

За своите правдини!  

Македонците се борат  

За своите правдини!

 

Одново сега знамето се вее  

На Крушевската република!  

Гоце Делчев, Питу Гули,  

Даме Груев, Сандански!  

Гоце Делчев, Питу Гули,  

Даме Груев, Сандански!

Горите македонски шумно пеат  

Нови песни, нови весници!  

Македонија слободна,  

Слободна живее!  

Македонија слободна,  

Слободна живее!
Sot mbi Maqëdonine
Sot mbi Maqedoninë ka lind,

dielli i ri i lirisë!

Maqedonasit luftojnë

për të drejtat e tyre!

Mos qaj e dashura nënë Maqedoni,

ngrite kokën lart me krenari.

Të vjetër, të rinj, burra dhe gra,

në këmbë janë ngritur! 

Tani edhe njëherë flamuri valëvitet,

(Ai) i Republikës së Krushevës.

Gotse Delçev, Pitu Guli

Dame Gruevi, Sandanski!

Pyjet Maqedonase me të madhe këndojnë,

këngë të reja dhe lajme!

Maqedonia e çliruar

jeton në liri!
Dziś nad Macedonią
Dziś nad Macedonią wstaje

nowe słońce wolności!

Macedończycy walczą

o swoje prawa!

Macedończycy walczą

o swoje prawa!

Ponownie powiewa flaga

Republiki Kruszewskiej

Goce Dełczewa, Pitu Guliego,

Dame Gruewa, Sandanskiego!

Goce Delczewa, Pitu Guliego,

Dame Gruewa, Sandanskiego!

Lasy macedońskie głośno śpiewają,

nowe pieśni, nowe wieści

Macedonia wolna,

żyje w wolności!

Macedonia wolna,

żyje w wolności!